# Sorte e destino na Terra Média
Na obra de J. R. R. Tolkien, a vida dos personagens da Terra Média parece ser guiada, de diferentes maneiras, pela sorte ou pelo destino. Essa dinâmica é estruturada de forma a nunca comprometer o livre-arbítrio dos personagens, que precisam confiar em sua própria coragem, assim como os heróis da literatura anglo-saxã [en], como Beowulf, e figuras da Mitologia nórdica. O texto de O Senhor dos Anéis, embora nunca explicitamente cristão em sua superfície, sugere a atuação de poderes superiores, que a cosmologia apresentada em O Silmarillion descreve como os Valar, seres angelicais ou divinos que, por sua vez, executam a vontade do criador, o único Deus Eru Ilúvatar.

## Contexto

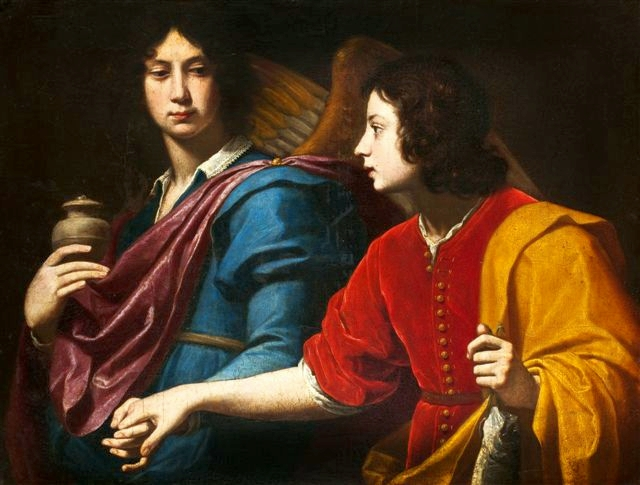
Estudiosos compararam os Valar a anjos cristãos, intermediários entre o criador e o mundo criado. Pintura de Lorenzo Lippi, c. 1645

J. R. R. Tolkien foi um escritor e filólogo inglês especializado em línguas germânicas antigas, com ênfase no inglês antigo, e passou grande parte de sua carreira como professor na Universidade de Oxford. Ele é mais conhecido por seus romances ambientados na Terra Média, O Hobbit e O Senhor dos Anéis, além de O Silmarillion, publicado postumamente, que oferece uma narrativa mais mitológica sobre eras anteriores. Católico fervoroso, Tolkien descreveu O Senhor dos Anéis como uma obra "fundamentalmente religiosa e católica", repleta de simbolismo cristão.
A cosmologia da Terra Média inclui os Valar, descritos como "poderes angélicos" ou "deuses". Eles são subordinados ao único Deus, Eru Ilúvatar, que criou o mundo conforme narrado no Ainulindalë. Estudiosos observaram que os Valar se assemelham a anjos no cristianismo, mas Tolkien os apresentou com características mais próximas de deuses pagãos, como os Æsir da Mitologia nórdica.

## Poderes superiores
A sacerdotisa episcopal e estudiosa de Tolkien Fleming Rutledge [en] destaca que, em O Senhor dos Anéis, especialmente em momentos como a explicação do mago Gandalf a Frodo em "A Sombra do Passado", há claras sugestões de um poder superior influenciando os eventos na Terra Média:
Existia mais de um poder em ação, Frodo. O Anel tentava voltar para seu mestre... Por trás disso, havia algo mais atuando, além de qualquer intento do criador do Anel. Não posso ser mais claro ao dizer que Bilbo estava destinado a encontrar o Anel, e não pelo seu criador. Nesse caso, você também estava destinado a possuí-lo. [Itálico de Tolkien]
Rutledge argumenta que, dessa forma, Tolkien sugere repetidamente a existência de um poder superior que "controla até mesmo o próprio Anel, até mesmo o criador do Anel [itálico dela]", e questiona quem ou o que seria esse poder. Ela responde que, em um nível superficial, trata-se dos Valar, "uma raça de seres criados (análogos aos anjos bíblicos tardios)". Em um nível mais profundo, tanto Rutledge quanto o filósofo católico Peter Kreeft afirmam que se refere a "o Único", Eru Ilúvatar, ou, em termos cristãos, à Providência Divina.
| Nível                                    | Poder                      | Ação                                        |
| ---------------------------------------- | -------------------------- | ------------------------------------------- |
| Na Terra Média                           | O Anel                     | tenta "voltar para seu mestre"              |
| Na Terra Média                           | O Senhor das Trevas Sauron | tenta comandar o O Anel para retornar a ele |
| Na cosmologia de Eä, nível superficial   | Os angélicos Valar         | guiam os eventos na Terra Média             |
| Na cosmologia de Eä, nível mais profundo | "O Único", Eru Ilúvatar    | possui um plano para tudo                   |
| Em termos cristãos                       | Providência Divina         | intervém no universo                        |

## Sorte, coragem e providência
E de repente ele sentiu o Olho... que não dormia. Ele sabia que ele havia percebido seu olhar. Uma vontade feroz e ávida estava lá. Ela saltou em sua direção; quase como um dedo, ele a sentiu, procurando-o... Ele ouviu a si mesmo gritando: Nunca, nunca! Ou seria: Em verdade, eu venho, eu venho a ti? Ele não podia dizer. Então, como um lampejo vindo de algum outro ponto de poder, veio à sua mente outro pensamento: Tire-o! Tire-o! Tolo, tire-o! Tire o Anel! Os dois poderes lutaram dentro dele... De repente, ele estava consciente de si mesmo novamente. Frodo, nem a Voz, nem o Olho: livre para escolher, e com um último instante para fazê-lo. Ele tirou o Anel do dedo.

O Senhor dos Anéis, livro 2, cap. 10 "A Dissolução da Sociedade"
O estudioso de Tolkien Tom Shippey [en] analisa a conexão entre os Valar e a "sorte" na Terra Média, observando que, como na vida real, "as pessoas [...] reconhecem, em sobriedade, uma forte força estruturante no mundo ao seu redor", mas que, embora isso possa ser atribuído à Providência ou aos Valar, essa força "não afeta o livre-arbítrio e não pode ser distinguida das operações comuns da natureza", nem reduz a necessidade de "esforço heroico". Ele afirma que isso corresponde exatamente à visão anglo-saxã de sorte e  coragem pessoal, como em Beowulf, onde "wyrd frequentemente poupa o homem que não está condenado, desde que sua coragem persista."

"Sim", disse Gandalf... O Anel agora está além da minha ajuda... Quase foi revelado ao Inimigo, mas escapou. Eu tive algum papel nisso: pois estava em um lugar elevado, e lutei com a Torre Escura; e a Sombra passou. Então eu estava exausto, muito exausto; e caminhei longamente em pensamentos sombrios."

O Senhor dos Anéis, livro 3, cap. 5 "O Cavaleiro Branco"
Além disso, a estrutura de entrelace das múltiplas linhas narrativas [en] em O Senhor dos Anéis permite que Tolkien crie conexões ocultas que só podem ser compreendidas retrospectivamente, quando o leitor percebe que certos eventos ocorreram simultaneamente. Shippey cita como exemplo o momento em que Frodo senta em Amon Hen, o Assento da Visão, coloca o Um Anel, e sente o Olho de Sauron pressionando em sua direção; ao mesmo tempo, Frodo ouve uma voz instando-o a tirar o Anel, dando-lhe tempo suficiente para tomar uma decisão e salvar a missão ao obedecer. O entrelace, observa West, pode "mostrar propósito ou padrão por trás da mudança". Isso pode parecer, escreve Shippey, como sorte, onde na vida diária não está claro se é "algo completamente trivial e prático ou algo misterioso e sobrenatural", assim como o wyrd. Nesse caso, o leitor precisa esperar do livro 2, capítulo 10 ("A Dissolução da Sociedade") até o livro 3, capítulo 5 ("O Cavaleiro Branco") para que Gandalf revele que a voz ouvida por Frodo era a sua.
O estudioso de humanidades Paul H. Kocher [en] discute de maneira semelhante o papel da providência, na forma das intenções dos Valar ou do criador, na descoberta do Um Anel por Bilbo e na responsabilidade de Frodo em carregá-lo; como Gandalf diz, eles estavam "destinados" a possuí-lo, embora a escolha de cooperar com esse propósito permanecesse com eles.

## Livre-arbítrio e destino
O crítico literário Colin Manlove [en] criticou a abordagem de Tolkien sobre o livre-arbítrio, argumentando que Tolkien eliminou o livre-arbítrio e o heroísmo "ao anulá-los com a sorte", transformando os mortais em "marionetes".
A medievalista Elizabeth Solopova [en] observa que o monstro Gollum desempenha um papel crucial, fornecendo, em sua opinião, o testemunho mais claro do papel do destino em O Senhor dos Anéis. Além das palavras de Gandalf, a narrativa é estruturada de modo que decisões passadas influenciam criticamente os eventos atuais. Por exemplo, porque Bilbo e Frodo poupam Gollum, ele consegue destruir o Anel ao cair nas Fendas da Perdição enquanto Frodo falha em destruí-lo. Frodo, dominado pelo mal do Anel, é salvo pelo que parece ser sorte. O papel do destino em O Senhor dos Anéis contrasta fortemente com a importância que Tolkien dá à escolha pessoal e à vontade. A decisão voluntária de Frodo de carregar o Anel até Mordor é central para a trama da história. Igualmente significativo é o oferecimento voluntário do Anel por Frodo a Gandalf, ao herói Aragorn e à dama élfica Galadriel, e a recusa consciente deles em aceitá-lo, sem mencionar a incapacidade final de Frodo de reunir forças para destruí-lo. Assim, tanto o livre-arbítrio quanto o destino se manifestam ao longo da narrativa: desde a visão de Sam da carroça de mão do velho Gaffer Gamgee e o Expurgo do Condado no Espelho de Galadriel, até a escolha de Arwen Estrela Vespertina pela mortalidade.
| Evento percebido/cadeia de causalidade | Explicação superficial | Explicação mais profunda |
| --- | ---------------------- | ------------------------ |
| Gollum escorregou | Acidente, sorte        | —————                    |
| Frodo poupou a vida de Gollum ▶ Gollum pôde intervir quando Frodo falhou ▶ Gollum escorregou ▶ O Anel foi destruído, a Missão foi bem-sucedida | —————                  | Livre-arbítrio e destino |

A estudiosa de Tolkien Helen Lasseter Freeh destaca que a versão mais longa da história de  Túrin Turambar em Contos Inacabados [en] (o Narn i Hîn Húrin) contém um diálogo entre o Senhor do Escuro Morgoth, um Vala caído, e o herói mortal Húrin [en] sobre destino e providência. Apesar de sua prisão, Húrin insiste que Morgoth não pode controlar tudo, e, embora Morgoth não contradiga diretamente, ele afirma que espalhará uma "nuvem de Fatalidade" sobre todos que Húrin ama, e "onde quer que forem, o mal surgirá". Túrin vive uma vida marcada por desastres, na qual Freeh enxerga a mão do destino, que ameaça sobrepujar o livre-arbítrio de Túrin. Shippey comenta que Morgoth, como um dos Valar, tem seu poder no mundo manifestado como sorte, acaso ou destino. Coisas terríveis no Narn parecem coincidências; mas, escreve Shippey,  Tolkien frequentemente oferece explicações duplas para esses eventos, uma como destino, outra como mero acidente.

## Provérbios e providência
Shippey argumenta que os numerosos provérbios em O Senhor dos Anéis [en] reforçam as implicações sutis da estrutura entrelaçada do texto, que, por grande parte do tempo, deixa o leitor, assim como os personagens, alheio ao que mais está acontecendo na Terra Média. Enquanto os provérbios do mundo real são amplamente neutros, embora alguns sejam otimistas ou pessimistas, os provérbios inventados, sugere ele, estão mais próximos do pensamento de Tolkien. Assim, o dito de Théoden, "Muitas vezes a má vontade prejudica a si mesma", o de Aragorn, "O golpe apressado frequentemente erra o alvo", ou o de Gandalf, "Um traidor pode trair a si mesmo", todos contribuem para a visão de Tolkien sobre o que ele acreditava ser a natureza da realidade. A mensagem implícita é que o que parece sorte aos protagonistas é, na verdade, um propósito maior, e que tudo pode terminar bem. Ainda assim, eles devem manter sua coragem e ignorar, como Frodo e Sam fazem, "suas perplexidades, obsessões, [e sua] sensação de estarem perdidos e abandonados". O estudioso de literatura Randel Helms [en] escreve que a "significância" da destruição do reino de Saruman em Isengard é resumida por um par de provérbios semelhantes, a máxima de Théoden e a de Gandalf, "Frequentemente o ódio fere a si mesmo"; a ação dos Ents vingando-se de Saruman demonstra, então, como o controle providencial e a moralidade de causa e efeito funcionam na prática.

### J. R. R. Tolkien
1. ↑  (Carpenter 2023, carta 142 para Robert Murray, 2 de dezembro de 1953)
2. ↑  (Carpenter 2023, carta 154 para Naomi Mitchison, setembro de 1954)
3. 1 2  (Tolkien 1954a), livro 1, cap. 2 A Sombra do Passado
4. ↑  (Tolkien 1954a), livro 2, cap. 10 "A Dissolução da Sociedade"
5. ↑  (Tolkien 1954), livro 3, cap. 5 "O Cavaleiro Branco"
6. ↑  (Tolkien 1954a, livro 2, cap. 10 "A Dissolução da Sociedade")
7. ↑  (Tolkien 1954, livro 3, cap. 5 "O Cavaleiro Branco")
8. ↑  (Tolkien 1980, Parte Um: Narn i Hîn Húrin)